# Walter Kannengießer
Walter Kannengießer (* 13. August 1929 in Osnabrück; † 8. April 2025) war ein deutscher Wirtschaftsjournalist.

## Leben und Wirken
Walter Kannengießer war der Sohn des Politikers, Journalisten und Verlegers Josef Kannengießer. Nach seinem Abitur 1949 volontierte Kannengießer bei der Osnabrücker Neuen Tagespost, ab 1950 studierte er in Münster Volkswirtschaftslehre und Rechtswissenschaft. Nach dem Abschluss als Diplom-Volkswirt 1954 erhielt er zunächst ein Stipendium der Hohen Behörde der Montanunion und war dann 1956–1958 Redakteur für Politik, Nachrichten und Wirtschaft in Osnabrück bei der Neuen Tagespost, danach Redakteur für Politik und Wirtschaft bei den Ruhr Nachrichten in Dortmund. 1963 wechselte Kannengießer in die Wirtschaftsredaktion der FAZ. Hier war er bis 1996 Korrespondent in Bonn, in den letzten zwanzig Jahren als Leiter der Bonner Wirtschaftsredaktion, mit den Arbeitsschwerpunkten Sozial- und Finanzpolitik. Seitdem war er bis Ende der 1990er Jahre freiberuflich als Wirtschaftsjournalist tätig.
Anfang der 1970er Jahre wurde Kannengießer Vorstandsmitglied der Bundespressekonferenz (BPK). Er war mehr als zwanzig Jahre Vorsitzender des Sozialfonds Bundespressekonferenz.
Kannengießer war verheiratet und hat zwei Kinder. Sein Sohn ist der Jurist und Verbandsfunktionär Christoph Kannengießer.

## Buchveröffentlichungen (Auswahl)
- Mit Wilhelm Seuß: Angestelltenversicherung oder private Vorsorge? Die Neuregelung der Rentenversicherung. Ein Leitfaden. Frankfurt am Main 1968
- Als Hrsg.: Forum Vermögensbildung, Kapitalbildung, Krisenvorbeugung. Köln 1980
- Mit Bernd von Maydell (Hrsg.): Handbuch Sozialpolitik. Pfullingen 1988
- Hat der Sozialstaat noch Zukunft? Diskussion mit Heiner Geißler. Darmstadt 1996
- In eigener Verantwortung. Die berufsständischen Versorgungswerke und ihre Arbeitsgemeinschaft. St. Augustin 1998
- 50 Jahre Baden-Württembergische Versorgungsanstalt für Ärzte, Zahnärzte und Tierärzte 1952–2002 – Eine Chronik. Berlin 2002

## Auszeichnungen
- 1974/1975: Theodor-Wolff-Preis
- 1979: Karl-Bräuer-Preis
- 1985: Ludwig-Erhard-Preis für Wirtschaftspublizistik gemeinsam mit Olaf Sievert und Henry C. Wallich
- 1985: Bundesverdienstkreuz am Bande
- 1987: Mittelstandspreis des Bundes der Selbständigen
- 1995: Hildegard-von-Bingen-Preis für Publizistik